# Arceuthobium oxycedri
Arceuthobium oxycedri är en sandelträdsväxtart som först beskrevs av Dc., och fick sitt nu gällande namn av Mb.. Arceuthobium oxycedri ingår i släktet Arceuthobium och familjen sandelträdsväxter. IUCN kategoriserar arten globalt som livskraftig. Inga underarter finns listade i Catalogue of Life.